# Janji Matogu Ur
Janji Matogu Ur is een bestuurslaag in het regentschap Padang Lawas van de provincie Noord-Sumatra, Indonesië. Janji Matogu Ur telt 429 inwoners (volkstelling 2010).